# Кубок валлійської ліги з футболу 1999—2000
Кубок валлійської ліги 1999–2000 — 8-й розіграш Кубка валлійської ліги. Переможцем вчетверте поспіль став Баррі Таун.

## Календар
| Раунд            | Дата                                            | Матчі | Клуби   |
| ---------------- | ----------------------------------------------- | ----- | ------- |
| Попередній раунд |                                                 | 2+1   | 18 → 16 |
| 1/8 фіналу       | 7 вересня 1999                                  | 8+2   | 16 → 8  |
| 1/4 фіналу       | 19 жовтня 1999                                  | 4+1   | 8 → 4   |
| 1/2 фіналу       | 16 листопада 1999 7 березня 2000 (перегравання) | 2+1   | 4 → 2   |
| Фінал            | 1 травня 2000                                   | 1     | 2 → 1   |

## Попередній раунд
| Команда 1   | Рахунок | Команда 2   |
| ----------- | ------- | ----------- |
| Кевн Друїдс | 1:1     | Ріл         |
| Лланеллі    | 0:3     | Реєдер Таун |

Перегравання
| Команда 1 | Рахунок | Команда 2   |
| --------- | ------- | ----------- |
| Ріл       | 0:1     | Кевн Друїдс |

## 1/8 фіналу
| Команда 1             | Рахунок | Команда 2       |
| --------------------- | ------- | --------------- |
| 7 вересня 1999        |         |                 |
| Аван Лідо             | 2:0     | Реєдер Таун     |
| Баррі Таун            | 5:0     | Кумбран Таун    |
| Кармартен Таун        | 1:2     | Інтер (Кардіфф) |
| Коннас-Кі Номадс      | 1:3     | Бангор Сіті     |
| Кевн Друїдс           | 2:2     | Карнарвон Таун  |
| Гейверфордвест Каунті | 4:0     | Аберіствіт Таун |
| Ньютаун               | 1:1     | Кайрсус         |
| Тотал Нетворк Солюшнс | 1:0     | Конві Юнайтед   |

Перегравання
| Команда 1      | Рахунок      | Команда 2   |
| -------------- | ------------ | ----------- |
| Кайрсус        | 0:0 пен. 3:2 | Ньютаун     |
| Карнарвон Таун | 3:0          | Кевн Друїдс |

## 1/4 фіналу
| Команда 1       | Рахунок | Команда 2             |
| --------------- | ------- | --------------------- |
| 19 жовтня 1999  |         |                       |
| Аван Лідо       | 0:2     | Баррі Таун            |
| Кайрсус         | 0:0     | Тотал Нетворк Солюшнс |
| Бангор Сіті     | 3:1     | Карнарвон Таун        |
| Інтер (Кардіфф) | 1:0     | Гейверфордвест Каунті |

Перегравання
| Команда 1             | Рахунок | Команда 2 |
| --------------------- | ------- | --------- |
| Тотал Нетворк Солюшнс | 1:2     | Кайрсус   |

## 1/2 фіналу
| Команда 1         | Рахунок | Команда 2  |
| ----------------- | ------- | ---------- |
| 16 листопада 1999 |         |            |
| Бангор Сіті       | 6:2     | Кайрсус    |
| Інтер (Кардіфф)   | 1:1     | Баррі Таун |

Перегравання
| Команда 1      | Рахунок | Команда 2       |
| -------------- | ------- | --------------- |
| 7 березня 2000 |         |                 |
| Баррі Таун     | 4:2     | Інтер (Кардіфф) |

## Фінал
| 1 травня 2000 |

| Баррі Таун | 6:0 | Бангор Сіті |
| ---------- | --- | ----------- |
|            |     |             |

| Парк Авеню, Аберисвіт |